# Pueblo (San Juan)
Pour les articles homonymes, voir Pueblo.
Pueblo est l’un des dix-huit quartiers (en espagnol : barrios) de San Juan, la capitale de Porto Rico. En 2020, il comptait 6 148 habitants.
Le quartier correspond au centre-ville de l’ancienne commune de Río Piedras.